# Praça do Infante D. Henrique
A Praça do Infante D. Henrique é uma praça localizada na freguesia de São Nicolau, na cidade do Porto, em Portugal.

## Origem do nome
Esta praça, em pleno Centro Histórico do Porto, homenageia o Infante D. Henrique — a mais importante figura do início dos descobrimentos portugueses — que, segundo a tradição, terá nascido nas proximidades, na chamada Casa do Infante, em 1394.

## História
O terreno que atualmente constitui a praça, de grande declive, era parte integrante da cerca do Convento de São Domingos, situado no vizinho Largo de São Domingos.

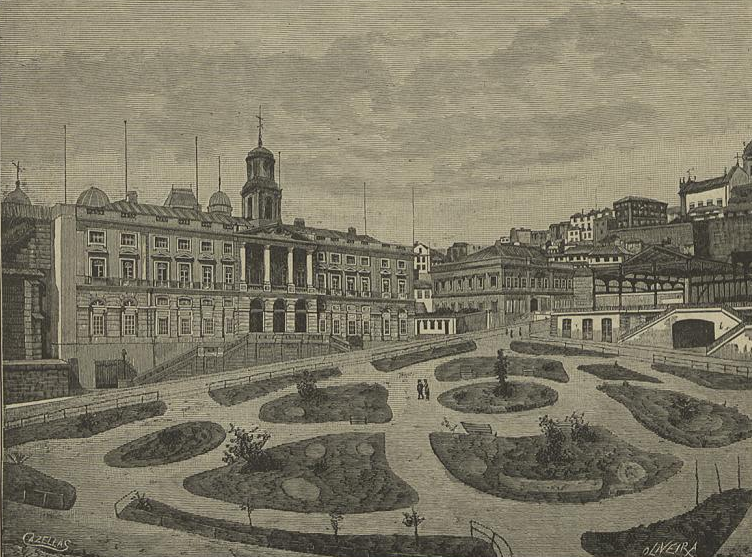
Aspecto da Praça do Infante D. Henrique no final do século XIX.

Com a vitória do Liberalismo na Guerra Civil Portuguesa (1828-1834) e a consequente extinção das ordens religiosas masculinas, decretada em 1834, o terreno, localizado precisamente em frente da sua nova sede, o Palácio da Bolsa, acabou por ser adquirido pela Associação Comercial do Porto com o intuito de o urbanizar. A abertura das ruas Nova da Alfândega (1871-1875) e de Mouzinho da Silveira (1875), com as já existentes ruas da Bolsa e de Ferreira Borges delimitaram completamente o espaço. A construção de edifícios de grande prestígio acabou por conferir ao largo uma monumentalidade ímpar. O terreiro da praça acabou por ser entregue à Câmara Municipal do Porto para que esta promovesse o seu embelezamento. 
Contando com a presença do rei D. Carlos, em 1894 realizou-se a cerimónia de lançamento da primeira pedra do monumento ao Infante D. Henrique, da autoria do escultor Tomás Costa. A estátua, fundida em Paris, foi inaugurada em 1900.
Integrado nas obras empreendidas pela Sociedade Porto 2001, foi construído um parque de estacionamento subterrâneo com 319 lugares e remodelada a superfície ajardinada da praça.

## Pontos de interesse
- Edifício do antigo Banco Comercial do Porto
- Edifício do Instituto do Vinho do Porto
- Estátua do Infante D. Henrique, no centro da praça.
- Igreja de São Francisco
- Igreja de São Nicolau
- Mercado Ferreira Borges (IIP), no topo da praça.
- Palácio da Bolsa (MN)

## Acessos
- Estação São Bento (500 m para NE)
- Linhas 1 (elétrico), ZH, ZR, 500, 900, 901 e 906 dos STCP.